# ТЕС Дханор-Гандхар
21°49′28″ пн. ш. 73°6′50″ сх. д. / 21.82444° пн. ш. 73.11389° сх. д.
ТЕС Дханор-Гандхар – теплова електростанція на заході Індії у штаті Гуджарат.
В 1994 – 1995 роках на майданчику станції став до ладу енергоблок комбінованого парогазового циклу потужністю 657 МВт. Встановлені у ньому три газові турбіни потужністю по 144,3 МВт живлять через відповідну кількість котлів-утилізаторів одну парову турбіну з показником 224,5 МВт.
Станцію спорудили з розрахунку на використання газу, який отримують під час розробки розташованого нафтового родовища Гандхар. Втім, останнє не змогло забезпечити ані первісно заплановані 2,25 млн м3 блакитного палива на добу, ані навіть закладені у скоригованому проекті 1,5 млн м3.  У підсумку, з 2000-го почали отримувати 1,3 млн м3 на добу із газопроводу Хазіра – Віджайпур (втім, для цього власнику ТЕС Дханор-Гандхар компанії NTPC довелось зменшити споживання газу на ТЕС Кавас), тоді як з Гандхар надходило лише 0,55 млн м3. Подача ресурсу відбувається по перемичкам Гандхар – Дханор та Вемар – Дханор.
Для охолодження використовують воду із річки Нармада.
Видача продукції відбувається по ЛЕП, розрахованим на роботу під напругою 400 кВ та 220 кВ.